# (13610) Lilienthal
(13610) Lilienthal est un astéroïde de la ceinture principale.

## Description
(13610) Lilienthal est un astéroïde de la ceinture principale. Il fut découvert le 5 octobre 1994 à Tautenburg par Freimut Börngen. Il présente une orbite caractérisée par un demi-grand axe de 2,39 UA, une excentricité de 0,14 et une inclinaison de 6,0° par rapport à l'écliptique.

## Compléments